# Sauerstoffbilanz
Die Sauerstoffbilanz, kurz {\displaystyle OB} (engl. oxygen balance) eines beliebigen Stoffgemisches gibt die relative Sauerstoffmenge an, die überschüssig ist oder fehlt (bei negativem Vorzeichen), um ein ausgeglichenes Verhältnis zwischen Oxidationsmitteln und verbrennlichen Komponenten zu erreichen. Ein Stoffgemisch mit einer ausgeglichenen Sauerstoffbilanz {\displaystyle OB=0} kann durch Erhitzen in einem abgeschlossenen Behälter ohne äußere Sauerstoffzufuhr zu vollständig oxidierten Produkten umgesetzt, also vollständig verbrannt werden, ohne dass Oxidationsmittel übrig bleibt oder zusätzlich nötig ist.

## Definition
Sei {\displaystyle z(A,X)} die Zahl der Atome des chemischen Elementes {\displaystyle A} in einer chemischen Verbindung mit der Summenformel {\displaystyle X} und sei {\displaystyle M(X)} die molare Masse der Verbindung. Das Stoffgemisch mit der Gesamtmasse {\displaystyle m} bestehe aus {\displaystyle K} verschiedenen chemischen Verbindungen (Komponenten) {\displaystyle X_{i}} mit den Massen {\displaystyle m_{i}} und den Massenbrüchen {\displaystyle w_{i}=m_{i}/m}. Die Molzahl des Elementes {\displaystyle A_{i}} im Stoffgemisch ergibt sich damit zu:
{\displaystyle n(A_{i})=\sum _{j=1}^{K}z(A_{i},X_{j})\cdot {\frac {m_{j}}{M(X_{j})}}}
Sei {\displaystyle q(A)} die unter Verbrennungsbedingungen stabilste Wertigkeit des chemischen Elementes {\displaystyle A}. 
Die für einen vollständigen Valenzausgleich fehlende oder überschüssige Valenzzahl in Mol ergibt sich aus einer Summe über alle chemischen Elemente: {\displaystyle \sum _{i}q(A_{i})\cdot n(A_{i})}. 
Die Sauerstoffbilanz errechnet sich aus:
{\displaystyle OB={\frac {M(''O'')}{m\cdot q(''O'')}}\cdot \sum _{i}q(A_{i})\cdot n(A_{i})}
oder
{\displaystyle OB={\frac {M(''O'')}{q(''O'')}}\cdot \sum _{i}q(A_{i})\cdot \sum _{j=1}^{K}z(A_{i},X_{j})\cdot {\frac {w_{j}}{M(X_{j})}}}
Hierbei ist {\displaystyle M(''O'')=15{,}9994} g/mol und {\displaystyle q(''O'')=-2}. 
Liste der stabilsten Wertigkeiten aller chemischen Elemente unter "Verbrennungsbedingungen" :
{\displaystyle q(''H'')=1}, {\displaystyle q(''He'')=0}, {\displaystyle q(''Li'')=1}, {\displaystyle q(''Be'')=2}, {\displaystyle q(''B'')=3}, {\displaystyle q(''C'')=4}, {\displaystyle q(''N'')=0}, {\displaystyle q(''O'')=-2}, {\displaystyle q(''F'')=-1}, {\displaystyle q(''Ne'')=0}, {\displaystyle q(''Na'')=1}, {\displaystyle q(''Mg'')=2}, {\displaystyle q(''Al'')=3}, {\displaystyle q(''Si'')=4}, {\displaystyle q(''P'')=5}, {\displaystyle q(''S'')=4}, {\displaystyle q(''Cl'')=-1}, {\displaystyle q(''Ar'')=0}, {\displaystyle q(''K'')=1}, {\displaystyle q(''Ca'')=2}, {\displaystyle q(''Sc'')=3}, {\displaystyle q(''Ti'')=4}, {\displaystyle q(''V'')=5}, {\displaystyle q(''Cr'')=3}, {\displaystyle q(''Mn'')=2}, {\displaystyle q(''Fe'')=2}, {\displaystyle q(''Co'')=2}, {\displaystyle q(''Ni'')=2}, {\displaystyle q(''Cu'')=2}, {\displaystyle q(''Zn'')=2}, {\displaystyle q(''Ga'')=3}, {\displaystyle q(''Ge'')=4}, {\displaystyle q(''As'')=3}, {\displaystyle q(''Se'')=4}, {\displaystyle q(''Br'')=-1}, {\displaystyle q(''Kr'')=0}, {\displaystyle q(''Rb'')=1}, {\displaystyle q(''Sr'')=2}, {\displaystyle q(''Y'')=3}, {\displaystyle q(''Zr'')=4}, {\displaystyle q(''Nb'')=5}, {\displaystyle q(''Mo'')=6}, {\displaystyle q(''Tc'')=6}, {\displaystyle q(''Ru'')=0}, {\displaystyle q(''Rh'')=0}, {\displaystyle q(''Pd'')=0}, {\displaystyle q(''Ag'')=0}, {\displaystyle q(''Cd'')=2}, {\displaystyle q(''In'')=3}, {\displaystyle q(''Sn'')=4}, {\displaystyle q(''Sb'')=3}, {\displaystyle q(''Te'')=4}, {\displaystyle q(''I'')=0}, {\displaystyle q(''Xe'')=0}, {\displaystyle q(''Cs'')=1}, {\displaystyle q(''Ba'')=2}, {\displaystyle q(''La'')=3}, {\displaystyle q(''Ce'')=3}, {\displaystyle q(''Pr'')=3}, {\displaystyle q(''Nd'')=3}, {\displaystyle q(''Pm'')=3}, {\displaystyle q(''Sm'')=3}, {\displaystyle q(''Eu'')=3}, {\displaystyle q(''Gd'')=3}, {\displaystyle q(''Tb'')=3}, {\displaystyle q(''Dy'')=3}, {\displaystyle q(''Ho'')=3}, {\displaystyle q(''Er'')=3}, {\displaystyle q(''Tm'')=3}, {\displaystyle q(''Yb'')=3}, {\displaystyle q(''Lu'')=3}, {\displaystyle q(''Hf'')=4}, {\displaystyle q(''Ta'')=5}, {\displaystyle q(''W'')=6}, {\displaystyle q(''Re'')=7}, {\displaystyle q(''Os'')=0}, {\displaystyle q(''Ir'')=0}, {\displaystyle q(''Pt'')=0}, {\displaystyle q(''Au'')=0}, {\displaystyle q(''Hg'')=0}, {\displaystyle q(''Tl'')=1}, {\displaystyle q(''Pb'')=2}, {\displaystyle q(''Bi'')=3}, {\displaystyle q(''Po'')=4}, {\displaystyle q(''At'')=0}, {\displaystyle q(''Rn'')=0}, {\displaystyle q(''Fr'')=1}, {\displaystyle q(''Ra'')=2}, {\displaystyle q(''Ac'')=3}, {\displaystyle q(''Th'')=4}, {\displaystyle q(''Pa'')=5}, {\displaystyle q(''U'')=6}, {\displaystyle q(''Np'')=5}, {\displaystyle q(''Pu'')=4}, {\displaystyle q(''Am'')=3}, {\displaystyle q(''Cm'')=3}, {\displaystyle q(''Es'')=3}, {\displaystyle q(''Fm'')=3}, {\displaystyle q(''Md'')=3}, {\displaystyle q(''No'')=3}, {\displaystyle q(''Lr'')=3}, {\displaystyle q(''Rf'')=4}, {\displaystyle q(''Db'')=5}, {\displaystyle q(''Sg'')=6}, {\displaystyle q(''Bh'')=7}, {\displaystyle q(''Hs'')=0}, {\displaystyle q(''Mt'')=0}

### Berechnung aus den Sauerstoffbilanzen der Bestandteile
Die Sauerstoffbilanz {\displaystyle OB} eines Stoffgemischs ergibt sich aus den Sauerstoffbilanzen {\displaystyle OB[i]} der einzelnen Bestandteile (Reinstoffe) und deren Massenanteilen {\displaystyle w_{i}} nach:
{\displaystyle OB=\sum _{i=1}^{K}w_{i}\cdot OB[i]}

## Beispiele
Faulgas-Luft-Gemisch
Faulgas ist ein brennbares Gemisch aus ungefähr 40 Gew.-% CH4 (Methan) und 60 Gew.-% CO2 (Kohlendioxid), das bei der bakteriellen Zersetzung von organischen Stoffen (z. B. im menschlichen Darm) gebildet wird. Luft ist ein Gemisch aus 75,5 Gew.-% N2 (Stickstoff), 23,1 Gew.-% O2 (Sauerstoff), 1,3 Gew.-% Ar (Argon) und 0,1 Gew.-% CO2 (Kohlendioxid) neben vernachlässigbaren Spurengehalten an weiteren Edelgasen, Kohlenwasserstoffen, Wasserstoff, Stickoxiden, Kohlenmonoxid, Ozon und Staub.
Welche Sauerstoffbilanz hat ein Gemisch aus 1 kg Faulgas und {\displaystyle x} kg Luft, wenn {\displaystyle x} als Variable betrachtet wird?
Es gilt:
{\displaystyle X_{1}=''CH_{4}''} ; {\displaystyle X_{2}=''CO_{2}''} ; {\displaystyle X_{3}=''N_{2}''} ; {\displaystyle X_{4}=''O_{2}''} ; {\displaystyle X_{5}=''Ar''}
{\displaystyle M(''CH_{4}'')=16{,}04\,\mathrm {g} /\mathrm {mol} }; {\displaystyle M(''CO_{2}'')=44{,}01\,\mathrm {g} /\mathrm {mol} }; {\displaystyle M(''N_{2}'')=28{,}01\,\mathrm {g} /\mathrm {mol} }; {\displaystyle M(''O_{2}'')=32{,}00\,\mathrm {g} /\mathrm {mol} }; {\displaystyle M(''Ar'')=39{,}95\,\mathrm {g} /\mathrm {mol} }
{\displaystyle m_{1}=0{,}4\,\mathrm {kg} }; {\displaystyle m_{2}=(0{,}6+0{,}0001)x\,\mathrm {kg} }; {\displaystyle m_{3}=0{,}755x\,\mathrm {kg} }; {\displaystyle m_{4}=0{,}231x\,\mathrm {kg} }; {\displaystyle m_{5}=0{,}013x\,\mathrm {kg} }; {\displaystyle m=(1+x)\,\mathrm {kg} }
Für die Molzahlen der enthaltenen Elemente ergibt sich:
{\displaystyle n(''H'')=99{,}735\,\mathrm {mol} }; {\displaystyle n(''C'')=(38{,}567+0{,}0227x)\,\mathrm {mol} }; {\displaystyle n(''N'')=53{,}903x\,\mathrm {mol} }; {\displaystyle n(''O'')=(27{,}267+14{,}484x)\,\mathrm {mol} }; {\displaystyle n(''Ar'')=0{,}325x\,\mathrm {mol} }
Für die Sauerstoffbilanz in Abhängigkeit von {\displaystyle x} ergibt sich:
{\displaystyle OB={\frac {23{,}1\cdot x-159{,}57}{x+1}}\%}
Für {\displaystyle x=6{,}91} ist {\displaystyle OB=0}. Mit den Normdichten (15 °C) {\displaystyle \rho _{N}({\text{Luft}})=1{,}225\,\mathrm {kg} /\mathrm {m} ^{3}} und {\displaystyle \rho _{N}({\text{Faulgas}})=1{,}097\,\mathrm {kg} /\mathrm {m} ^{3}} folgt daraus:
Zur vollständigen Verbrennung von 1 m3 Faulgas werden 6,2 m³ Luft benötigt.

## Verbrennungsluftverhältnis bei Kraftstoff-Luft-Gemischen
In Heizungsanlagen und Verbrennungsmotoren werden Brenn- oder Kraftstoffe mit Luftsauerstoff verbrannt und die dabei freiwerdende Energie zur Erwärmung oder zur Verrichtung von mechanischer Arbeit genutzt. Entscheidend für eine möglichst gute Ausnutzung der im Brennstoff gespeicherten chemischen Energie ist ein geeignetes Mengenverhältnis von Verbrennungsluft und Brennstoff. Die Luftmenge, die pro Masseneinheit Brennstoff für eine vollständige Verbrennung mindestens erforderlich ist, wird als Mindestluftbedarf bezeichnet. Das Verhältnis der wirklich zugeführten zur theoretisch bei vollständiger Verbrennung erforderlichen Mindestluftmenge wird Luftverhältnis genannt und meist mit {\displaystyle \lambda } bezeichnet. Bei einer idealen Verbrennung mit stöchiometrischem Luftverhältnis ist also {\displaystyle \lambda =1}. Kraftstoff-Luft-Gemische mit {\displaystyle \lambda <1} enthalten einen Kraftstoffüberschuss und werden als fettes Gemisch bezeichnet, während solche mit {\displaystyle \lambda >1} einen Luftüberschuss enthalten und mageres Gemisch genannt werden.
Siehe auch:
- Lambdasonde
- Heizwert
- Luftüberschusszahl
- Verbrennung